# Subrahmanyan Chandrasekhar
Subrahmanyan Chandrasekhar (tam. சுப்பிரமணியன் சந்திரசேகர், hindi सुब्रह्मण्यन् चंद्रशेखर; ur. 19 października 1910 w Lahaurze, zm. 21 sierpnia 1995 w Chicago) – indyjsko-amerykański fizyk, noblista.
Przez większość życia wykładał na Uniwersytecie Chicagowskim. Otrzymał wiele międzynarodowych nagród naukowych, w tym Nagrodę Nobla w dziedzinie fizyki w 1983 roku wraz z Williamem Fowlerem. W latach 1952–1971 był redaktorem naczelnym czasopisma naukowego „The Astrophysical Journal”.

## Życiorys

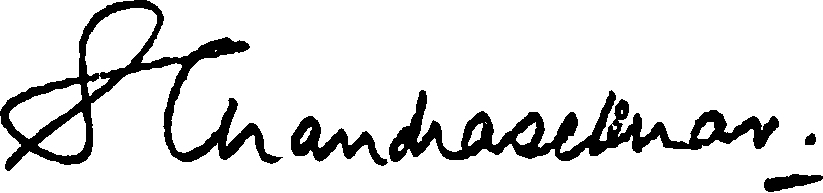
Podpis Subrahmanyana Chandrasekhara

### Pochodzenie i kariera
Subrahmanyan Chandrasekhar urodził się 19 października 1910 roku w tamilskiej rodzinie w Lahaurze, wówczas leżącym w Indiach Brytyjskich, obecnie zaś znajdującym się w Pakistanie. Był pierwszym synem i zarazem trzecim dzieckiem (miał sześć sióstr i trzech braci) Chandrasekhary Subrahmanyi Ayyara, oficera w Rządowej Służbie Indyjskiego Departamentu Audytów i Rachunków oraz Sitalakshmi „Sity” Balakrishnan, którą cechowały wysokie osiągnięcia intelektualne – miała na koncie m.in. przetłumaczenie na język tamilski Domu lalki Henrika Ibsena.
Do 12. roku życia był edukowany w domu przez rodziców oraz na prywatnych lekcjach. W 1918 roku rodzina przeprowadziła się do Madrasu, gdzie ojciec Chandrasekhara został przeniesiony w ramach obowiązków zawodowych. W Madrasie Chandrasekhar w latach 1922–1925 uczęszczał do Hindu High School, a następnie, w latach 1925–1930 zdobył wyższe wykształcenie w Presidency College na tamtejszym uniwersytecie, na którym uzyskał ponadto stopień Bachelor of Science z fizyki. W lipcu 1930 roku otrzymał od rządu Indii Brytyjskich stypendium na studia podyplomowe na Uniwersytecie w Cambridge w Anglii. W Cambridge Chandrasekhar został studentem naukowym pod kierunkiem profesora Ralpha Fowlera. W 1931 roku pojechał do Getyngi w Niemczech, gdzie został zaproszony do pomagania przez lato w pracy fizykowi Maxowi Bornowi. Za radą profesora Paula Diraca trzeci rok swoich studiów podyplomowych spędził w pracy na Instytucie Fizyki Teoretycznej w Kopenhadze. Latem 1933 roku Chandrasekhar uzyskał stopień doktora na Uniwersytecie w Cambridge. W październiku tego roku został wybrany jako stypendysta naukowy do Trinity College na lata 1933–1937 – w przyjęciu go na Trinity College miał swój udział Ralph Fowler.
Na początku 1936 roku Chandrasekhar na zaproszenie Harlowa Shapleya odbył krótką wizytę na Uniwersytecie Harvarda w Stanach Zjednoczonych. Wówczas otrzymał od Ottona Struvego i Roberta Maynarda Hutchinsa propozycję objęcia posady pracownika badawczego na Uniwersytecie Chicagowskim. W styczniu 1937 roku Chandrasekhar przeprowadził się do Stanów Zjednoczonych i zatrudnił się na uczelni w Chicago. W 1942 roku został profesorem nadzwyczajnym na Uniwersytecie Chicagowskim, zaś dwa lata później uzyskał tam stanowisko profesora zwyczajnego.
Podczas II wojny światowej prowadził badania dla Armii Stanów Zjednoczonych, pracując w Balistycznych Laboratoriach Badawczych ośrodka Aberdeen Proving Ground w Maryland. Został także zaproszony do udziału w Projekcie Manhattan, jednak z powodu opóźnień w przetwarzaniu jego poświadczenia bezpieczeństwa ostatecznie nie dołączył do tej inicjatywy.
W 1947 roku Subrahmanyan Chandrasekhar został Wybitnym Profesorem Astrofizyki Teoretycznej (ang. Distinguished Service Professor of Theoretical Astrophysics) na Uniwersytecie Chicagowskim. Rok później dostał nagrodę Cambridge University Adams Prize. W 1949 roku Amerykańskie Towarzystwo Astronomicze przyznało mu nagrodę Henry Norris Russell Lectureship. Od 1952 do 1971 roku sprawował funkcję redaktora naczelnego czasopisma naukowego The Astrophysical Journal, przekształcając je z niewielkiego periodyku w czołowe, międzynarodowe czasopismo poświęcone astrofizyce. W 1953 roku otrzymał Złoty Medal Królewskiego Towarzystwa Astronomicznego, a ponadto uzyskał amerykańskie obywatelstwo. W 1957 roku dostał Nagrodę Rumforda, przyznawaną przez Amerykańską Akademię Sztuk i Nauk. W 1962 roku został nagrodzony przez Londyńskie Towarzystwo Królewskie Medalem Królewskim. W 1966 roku został odznaczony amerykańskim Narodowym Medalem Nauki, zaś dwa lata później rząd Indii uhonorował go orderem Padma Vibhushan. W 1971 roku został laureatem wręczanego przez amerykańską Narodową Akademię Nauk Medalu Henry’ego Drapera, z kolei trzy lata później przyznano mu nagrodę Dannie Heineman Prize for Mathematical Physics.
W 1983 roku wspólnie z Williamem Fowlerem otrzymał Nagrodę Nobla w dziedzinie fizyki za sformułowanie powszechnie dziś akceptowanej teorii o późnych stadiach ewolucji masywnych gwiazd (obliczenia wykonane w 1928 roku, na samym początku kariery naukowej). Obliczenia wykonał podczas podróży do Anglii na studia, do ówczesnego specjalisty od teorii względności, Arthura Eddingtona. Wykazał istnienie maksymalnej możliwej masy białego karła – „granicy Chandrasekhara”. Wnioski z obliczeń zostały wówczas odrzucone przez Eddingtona. Po tym zajął się innymi problemami astronomii, m.in. ewolucją gromad gwiazd.
W 1984 roku otrzymał od Londyńskiego Towarzystwa Królewskiego Medal Copleya, zaś w następnym roku osiągnął status emeryta na Uniwersytecie Chicagowskim. Z uczelnią tą był jednak związany aż do śmierci.

### Życie prywatne
Podczas ostatnich dwóch lat studiowania na Presidency College w Madrasie Subrahmanyan Chandrasekhar nawiązał bliższą relację z o rok młodszą od niego Lalithą Doraiswamy. We wrześniu 1936 roku wziął z nią ślub w Indiach.
Był bratankiem innego noblisty z dziedziny fizyki, Chandrasekhary Venkaty Ramana (1888-1970).
Zmarł na zawał mięśnia sercowego 21 sierpnia 1995 roku w Chicago. Jego żona przeżyła go o 18 lat.

## Upamiętnienie
Na cześć Subrahmanyana Chandrasekhara nazwano wystrzelony przez NASA w 1999 roku kosmiczny teleskop rentgenowski Chandra.